# Iskander Mirza
Iskander Ali Mirza (tiếng Urdu: اسکندر مرزا; tiếng Bengal: ইস্কান্দার আলি মির্জা; 13 tháng 11 năm 1899 – 13 tháng 11 năm 1969), CIE, OBE, là chính trị gia Tây Pakistan, ông giữ chức Tổng thống Pakistan đầu tiên, được bầu vào năm 1956 cho đến khi bị bãi chức vào năm 1958.